# Rezerwat przyrody Pełcznica
Rezerwat przyrody Pełcznica (kaszb. Pôłcznica) – wodny rezerwat przyrody położony na terenie gmin Wejherowo i Szemud, w województwie pomorskim. Leży w granicach Trójmiejskiego Parku Krajobrazowego. Został utworzony w roku 1999 na powierzchni 57,3 ha; obecnie zajmuje powierzchnię 62,21 ha. Obejmuje jeziora Pałsznik, Wygoda i Krypko oraz przylegające szuwary, torfowiska i zbiorowiska leśne. Dwa pierwsze to tzw. jeziora lobeliowe, zaś najmniejsze jezioro Krypko jest przykładem jeziora dystroficznego.
Za najcenniejszy z tutejszych gatunków roślin związanych z jeziorami lobeliowymi należy uznać poryblin kolczasty Isoetes echinospora (znany z zaledwie kilku stanowisk w Polsce), występują tu również poryblin jeziorny Isoetes lacustris i lobelia jeziorna Lobelia dortmanna. Wśród stwierdzonych tu ważek, warto wymienić żagnicę torfowiskową Aeschna subarctica elisabethae oraz zalotkę Leucorrhinia albifrons, umieszczone na polskiej czerwonej liście gatunków zagrożonych.
Obszar rezerwatu jest objęty ochroną czynną i jest zarządzany przez Nadleśnictwo Gdańsk; nadzór sprawuje Regionalna Dyrekcja Ochrony Środowiska.
Rezerwat, wraz z otaczającymi drzewostanami, torfowiskami i jeziorem Rębówko  tworzy specjalny obszar ochrony siedlisk Natury 2000 „Pełcznica” PLH220020 o powierzchni 287,19 ha (do 2022 roku 253,06 ha).

## Turystyka
Przez teren rezerwatu oraz wzdłuż jego granic przebiegają szlaki udostępnione do ruchu pieszego i rowerowego, w tym  czerwony „Szlak Wejherowski” PTTK biegnący wzdłuż wschodniej granicy rezerwatu.